# 张邕
张邕（？—361年），安定郡乌氏（今甘肃省平凉市西北）人，十六国前凉张玄靓时辅政大臣，
张邕初为张玄靓右司马。憎恨宋澄独专朝政，361年，起兵攻杀宋澄，一并灭掉宋澄家族。张玄靓任命张邕为中护军，任命叔父张天锡为中领军，一同辅佐朝政。张邕自以功大，傲慢自负，树党专权，滥施杀戮，前凉国人都很怨恨他。刘肃对张天锡说：“如今护军张邕出入朝廷，就像当年的长宁侯张祚，应当迅速除掉他！”刘肃当时年令不满二十。张天锡说：“你还年轻，另外再找一个助手。”刘肃说：“有赵白驹和我两人就足够了。”十一月，张天锡和张邕一起入朝，刘肃和赵白驹跟随着张天锡，张邕在宫门前，刘肃砍击他，没有砍中，赵白驹接着再砍，也没砍中。二人和张天锡一起进到宫中，张邕得以逃跑，率领甲士三百攻打宫门。张天锡登屋大喊：“张邕凶逆无道，已杀宋澄，又想颠覆我们张家。你们众将士世为凉臣。怎么忍心把武器对准我呢！如今我要擒拿的，只有张邕，其他不究！”张邕的士兵全都奔散逃走，张邕自刎而死，张天锡把张邕的家族、同党全部消灭。